# Przestawka
Przestawka, inaczej metateza (gr. μετάθεσις metáthesis) – jeden z podstawowych zależnych procesów fonetycznych, polegająca na zmianie kolejności sąsiednich głosek.
Na przykład staropolskie błcha, ps. blъxa (porównaj lit. blusà, słow. blcha) dało pol. pchła z przestawieniem ch i ł. Dzięki temu uniknięto normalnej asymilacji i zrównania z formą czasownika pcha (porównaj jabłko [japko]).

## Języki słowiańskie

### Grupy TarT, TalT
U podłoża przestawki prasłowiańskiej grup typu TarT, TalT legło prawo sylab otwartych wymaganych przez język prasłowiański (każda sylaba musiała się kończyć na samogłoskę). Zmiany były dla nagłosu uwarunkowane poprzez intonację wyrazową:
- intonacja opadająca – cyrkumfleksowa, wynik przestawki o (arT → roT, np. arzьnъ → rożen) (alT → łoT, alkЪtь → łokieć)
- intonacja wznosząca – akutowa, wynik przestawki a (arT → raT, armę → ramię) (alT → łaT, np. alkomъjь → łakomy)

Przestawka zachodziła także w śródgłosie. W takim wypadku wynikiem jest o, np. karva → krowa, galsЪ → głosy.

### Grupy Tert, TelT
- TerT → Tr`eT → TrzeT, np. dervo → dr`evo → drzewo
- TelT → TleT, np. melko → mleko

## Inne języki
W niektórych językach salisz przestawka służy do utworzenia tzw. aktualnej formy czasownika – odpowiednika angielskich czasów Continuous, np. w języku saanicz: ṮPÉX̱, w formie aktualnej ṮÉPX̱ – „rozpraszać”.